# Prokofi Romanenko
Prokofi Logvinovitch Romanenko (en russe : Прокофий Логвинович Романенко), né le 13 février 1897 dans l'Empire russe et décédé le 10 mars 1949 en URSS, est un militaire soviétique, ayant atteint le grade de colonel-général.

## Biographie
En 1918, il rejoint l'Armée rouge à Stavropol et dirige un détachement partisan dans le territoire de Stavropol. En 1919, il commande un escadron de cavalerie dans le Caucase du Nord à Tsaritsyne. En mai 1921, il commande le 83e régiment de cavalerie de la 14e division de cavalerie de la première armée de cavalerie. En septembre 1924, il commande le 59e régiment de cavalerie. En 1930, il devient commissaire militaire du 10e régiment de cavalerie. En mai 1933, il est assistant dans la 3e division du Département de mécanisation et de motorisation de l'Armée rouge. En mai 1940, il commande le 34e corps de fusiliers et, en juin 1940, il commande le 1er corps mécanisé,.
Durant la Seconde Guerre mondiale, il commande la 17e armée du front de Transbaïkalie. De mai à septembre 1942, il commande le 3e armée blindée. Entre  septembre à novembre 1942, il commande le front de Briansk. Durant les mois de novembre et décembre 1942, il commande la 5e armée blindée. Du 15 janvier au 12 février 1943, il commande la 2e armée blindée. De mars 1943 au 15 décembre 1944, il commande la 48e armée. 
En 1948, il commande les troupes du district militaire de Sibérie orientale. Il décède le 10 mars 1949.

## Décorations
- Ordre de Lénine
- Ordre de l'Étoile rouge
- Ordre de Souvorov
- Ordre de Koutouzov